# 庫氏異齒䲁
庫氏異齒䲁（學名：Ecsenius kurti），又稱庫氏無鬚䲁，為輻鰭魚綱鳚形目䲁科異齒䲁屬的一種，被IUCN列為易危保育類動物，該種名是為了紀念庫爾特·A·布魯威爾海德（Kurt A. Bruwelheide），他是美國國家自然歷史博物館（華盛頓特區）魚類部的博物館專家，分布於西太平洋菲律賓巴拉望的庫約群島海域，深度0至15公尺，本魚體延長，稍側扁，似圓柱狀；頭鈍短。前鼻孔具一鼻鬚；無眼上鬚及頸鬚，後犬齒，兩側各一個，側線無垂直孔對，背鰭硬棘12枚、背鰭軟條13-15枚、臀鰭硬棘2枚、臀鰭軟條14-17枚，體長可達3.5公分，棲息在水淺的珊瑚礁，以藻類及碎屑為食，雌魚產附著性卵，雄魚有護卵行為，幼魚為浮游性，生活習性不明。